# 케냐해안갈라고
케냐해안갈라고(Paragalago cocos)는 갈라고과에 속하는 영장류의 하나이다. 케냐와 탄자니아 특히 각 나라의 북부 해안 지역에서 발견되며, 해수면과 해발 350m 사이에서 서식한다.

## 특징
케냐해안갈라고는 주둥이 양쪽에 어둡고 검은 반점이 있으며, 밝은 갈색 털이 온몸을 덮고 있다. 형태적으로는 P. z. udzungwensis, P. z. zanzibaricus와 유사하며, 일반적으로 두 종보다 약간 크지만, 체형이 종간 겹치는 경우가 많아 분류학에 혼란이 있었다. 그러나 다른 많은 갈라고와 마찬가지로 케냐해안갈라고는 고유한 울음소리를 가지고 있는데, 이는 ‘점진적 울음소리 호출’이라고 불리며 같은 속의 다른 종들과 구분되는 특징이다.

## 서식지
케냐해안갈라고는 케냐와 탄자니아 북부 해안 주변의 해안 저지대 열대 습윤림과 강변림, 그리고 경작된 모자이크 서식지와 농촌 정원과 같은 일부 2차 생장지의 중간층에서 발견되며, 케냐 해안 지역에서는 해수면부터 해발 최소 210m까지, 탄자니아 동우삼바라 산맥 기슭에서는 최소 350m까지 서식한다.